# John Newton (acteur)
John Haymes Newton (Chapel Hill (North Carolina), 29 december 1965) is een Amerikaans acteur.

## Biografie
Newton begon als acteur in het theater in New York waar hij voor drie en half jaar actief was.
Newton begon als acteur voor televisie in 1988 met de televisieserie Superboy, hierna heeft hij nog meerdere rollen gespeeld in televisieseries en films.
Newton is in 2006 getrouwd en heeft een kind. 

## Filmografie

### Films
Uitgezonderd korte films.
- 2016 Surge of Power: Revenge of the Sequel – als Nemo
- 2013 Evidence – als politieagent
- 2010 Lies Between Friends – als Doug Hardy
- 2008 The Haunting of Molly Hartley – als mr. Young
- 2008 Yesterday Was a Lie – als Dudas
- 2007 Dark Mirror – als Brendan
- 2006 The Christmas Card – als Cody Cullen
- 2006 S.S. Doomtrooper – als Jones
- 2000 Operation Sandman – als burgemeester Martin Richards
- 1998 Dark Tides – als Don
- 1997 Goodbye America – als William Hawk
- 1993 Alive – als Antonio Vinzintin
- 1992 Desert Kickboxer – als Joe Highhawk
- 1991 Cool as Ice – als Nick
- 1990 Everyday Heroes – als Mark

### Televisieseries
Uitgezonderd eenmalige gastrollen.
- 2004-2005 Desperate Housewives – als Jonathan Lithgow – 2 afl.
- 1998-1999 Melrose Place – als Ryan McBride – 28 afl.
- 1997 Walker, Texas Ranger – als Joey Prado – 2 afl.
- 1994-1995 Models Inc. – als Mark Warriner – 7 afl.
- 1993-1994 The Untouchables – als agent Tony Pagano – 40 afl.
- 1988-1989 Superboy – als Clark Kent – 26 afl.

- Library of Congress Control Number: no2008179121
- Virtual International Authority File: 61374783
- WorldCat: E39PBJd8fJR8cHvCvGmDBjqRKd